# Joseph Paardekracht

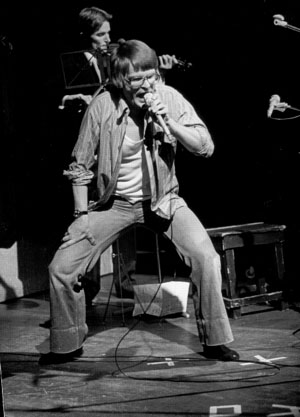
Joseph Paardekracht

Joseph Paardekracht  was het pseudoniem van Joseph Peter Kerkhof (1945 - 1993), een cabaretier.
Paardekracht begon in de jaren zeventig in de stad Groningen en omstreken  met optreden als cabaretier. Eerst in de cabaretgroep Revue Restant, later solo. Hij was een unieke verschijning omdat hij niet beïnvloed was door bestaande cabaretstijlen, al is er weleens gezegd dat hij hier en daar aan Dolf Brouwers deed denken. Hij duidde het soort theater dat hij maakte aan als literair cabaret. Hoewel humor er niet aan ontbrak waren zijn teksten vaak poëtisch getint. Hij had een geheel eigen, naar het absurde en kolderieke neigende stijl. Van tijd tot tijd bemoeide hij zich ook met (onder andere lokale, Winschoter) politiek Hoewel hij regelmatig optrad in vooral kleine zalen door het hele land is hij nooit echt bekend geworden.
Dat neemt niet weg dat er bij collega-cabaretiers vaak waardering bestond voor zijn optreden. Kleinkunstenaars als Martin van Waardenberg, Herman Finkers en Bert Visscher kenden hem en waardeerden zijn werk. Door een tragische samenloop van omstandigheden is hij in 1993 in het IJsselmeer tussen Andijk en Enkhuizen verdronken bij het zeilen.